# Irina Rosichina
Irina Nikolajevna Rosichina (ryska: Ирина Николаевна Росихина), född den 11 maj 1975 i Kamensk-Sjachtinskij, är en rysk friidrottare som tävlar på 400 meter. 
Rosichinas genombrott kom när hon, tillsammans med Olesia Zykina, Julia Sotnikova och Svetlana Pospelova, blev guldmedaljörer vid Inne-EM2000. Dessutom blev hon bronsmedaljör vid VM 2001 i stafetten över 4 x 400 meter.
Nästa mästerskap som hon deltog vid var EM inomhus 2005 då hon dels blev bronsmedaljör individuellt på 400 meter. Dels blev hon tillsammans med Tatiana Ljovina, Julia Petionkina och Svetlana Pospelova guldmedaljörer på 4 x 400 meter. 

## Personliga rekord
- 200 meter - 23,31
- 400 meter - 50,66